# Tethea
Tethea és un gènere de papallones nocturnes que pertany a la família Drepanidae.

## Taxonomia
- Subgènere Saronaga Moore, 1881
  - Tethea albicosta (Moore, 1867)
  - Tethea consimilis (Warren, 1912)
    - Tethea consimilis aurisigna (Bryk, 1943)
    - Tethea consimilis c-Àlbum (Matsumura, 1931)
    - Tethea consimilis commifera (Warren, 1912)
    - Tethea consimilis congener (Roepke, 1945)

  - Tethea oberthueri (Houlbert, 1921)
- Subgènere Tethea
  - Tethea albicostata (Bremer, 1861)
  - Tethea ampliata (Butler, 1878)
    - Tethea ampliata grandis Okano, 1959
    - Tethea ampliata shansiensis Werny, 1966

  - Tethea fusca Werny, 1966
  - Tethea longisigna Laszlo, G.Ronkay, L.Ronkay & Witt, 2007
  - Tethea octogesima (Butler, 1878)
    - Tethea octogesima watanabei (Matsumura, 1931)

  - Tethea ocularis (Linnaeus, 1767)
  - Tethea or (Denis & Schiffermüller, 1775)
  - Tethea punctorenalia Houlbert, 1921
  - Tethea subampliata (Houlbert, 1921)
  - Tethea trifolium (Alpheraky, 1895)

## Galeria

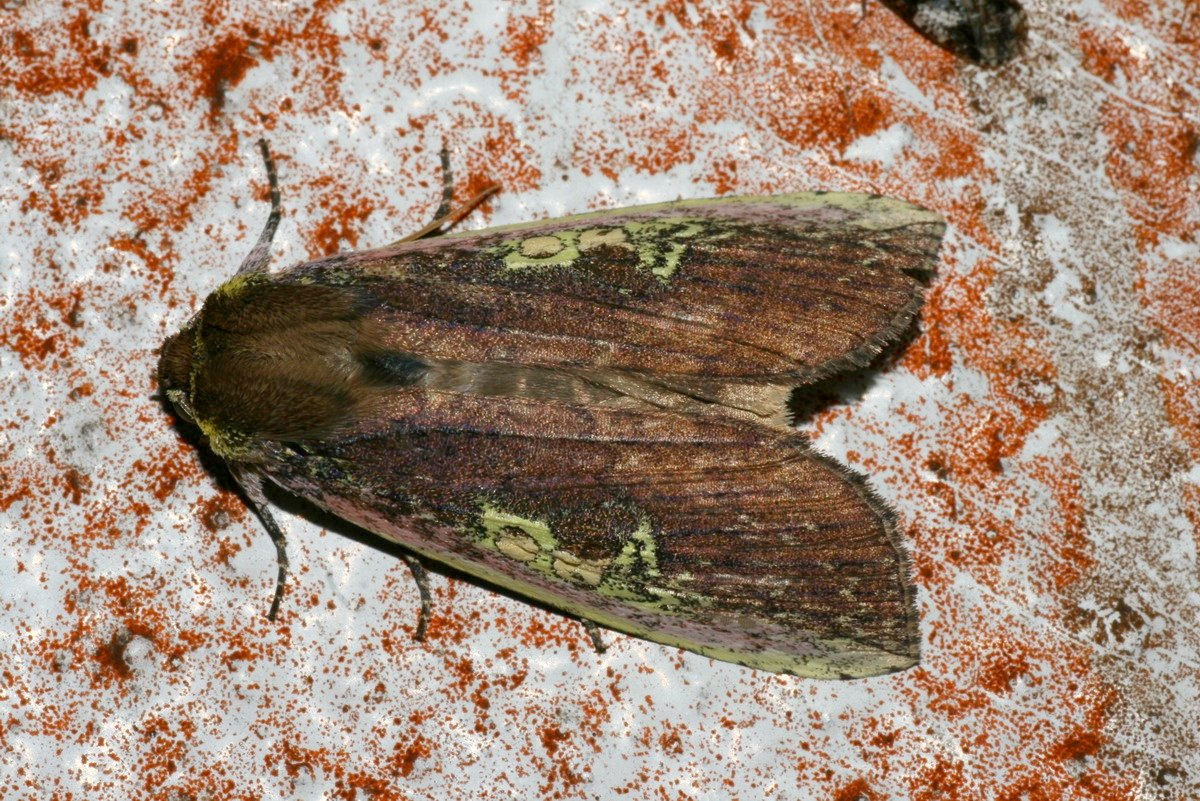
Tethea consimilis
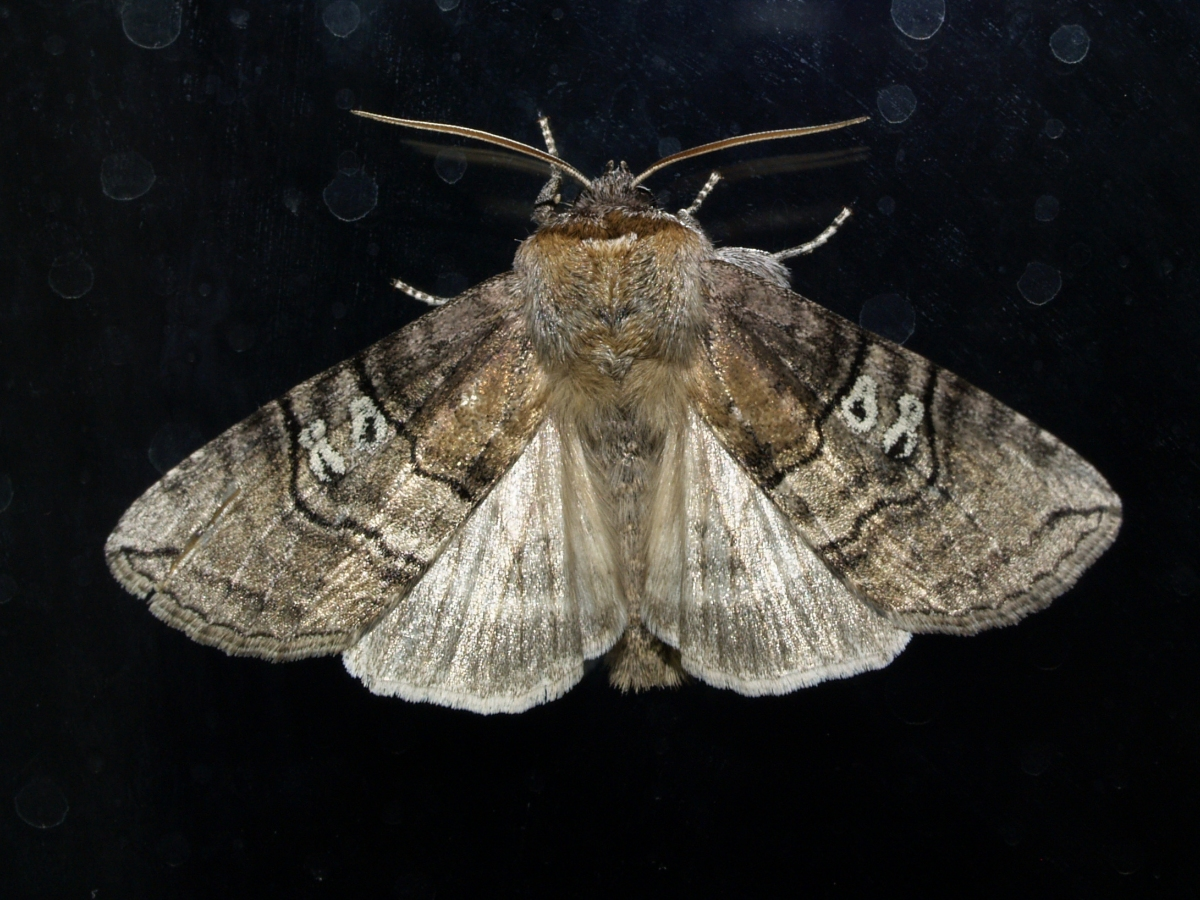
Tethea ocularis
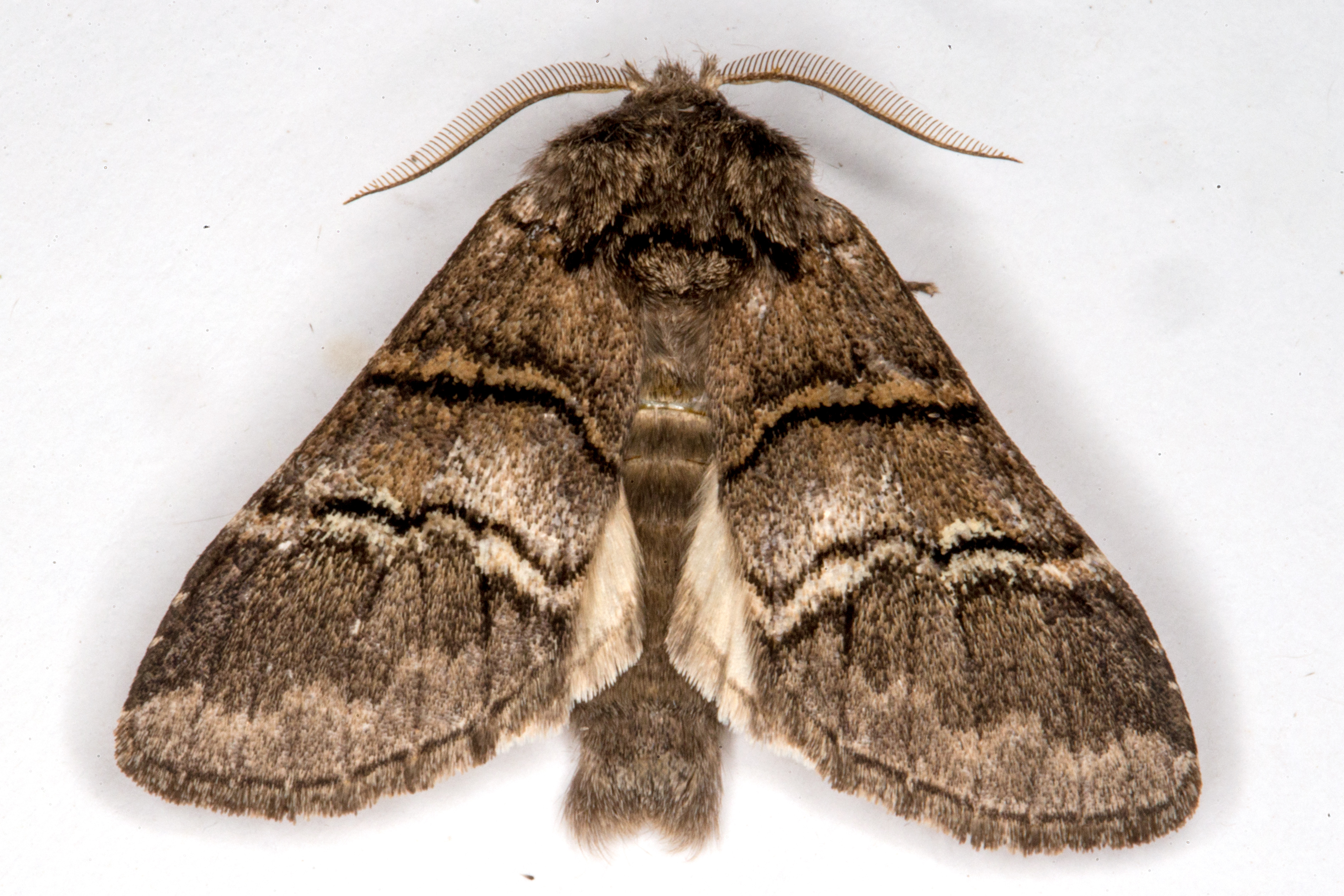
Tethea or